# Clarim

Clarim é um aerofone da família dos metais. É composto por um tubo com um bocal em uma das extremidades e uma campânula na outra, sem possuir orifícios ou válvulas de qualquer espécie ao longo de seu corpo, sendo um dos instrumentos mais simples de sua família.
O controle das notas é feito pela variação da embocadura do instrumentista, já que o clarim não possui outros meios para tal controle. Consequentemente, o clarim está limitado a soar notas dentro da série harmônica do seu som fundamental.
O clarim é usado principalmente em meios militares e em conjuntos de clarim e percussão. A partir da invenção do rádio, o clarim passou a perder seu sentido militar de sinalização, passando a atuar somente em cerimônias e solenidades.
Nos Estados Unidos, os clarins são tradicionalmente afinados em sol. Em outras partes do mundo a afinação típica é Si♭ ou Mi♭.
Variantes do século XIX baseadas no clarim tradicional incluem clarins com chaves e com válvulas. Os clarins com chaves surgiram na Inglaterra no princípio do século XIX, com a patente do "Royal Kent bugle", que foi tirada por Joseph Halliday em 1811. Esse clarim era altamente popular e em amplo uso até 1850, caindo no desuso com o aparecimento da corneta valvulada.
Clarim também foi o termo atribuído ao trompete natural utilizado em orquestra no Brasil, como a orquestra da Capela Real e Imperial e grupos musicais que atuaram em Minas Gerais no período áureo das minerações que eram realizadas para dar suporte para a Europa.